# 561. Grenadier-Division
Die 561. Grenadier-Division war eine deutsche Infanteriedivision im Zweiten Weltkrieg.

## Geschichte

### Grenadier-Division Ostpreußen 1
Die Division wurde am 24. Juli 1944 zunächst unter dem Namen Grenadier-Division Ostpreußen 1 in Preußisch Eylau in Ostpreußen im Zuge der 29. Aufstellungswelle durch den Wehrkreis I gemeinsam mit der Grenadier-Division Ostpreußen 2 aufgestellt. Hauptquartier war Sensburg.

### Aufstellung durch Umbenennung
Am 27. Juli 1944 wurde die Division dann in 561. Grenadier-Division umbenannt.

### Verlegung an die Ostfront
Die Division wurde zur Heeresgruppe Mitte an die Ostfront geschickt. 
Im August 1944 stand die Division in Litauen bei der 3. Panzerarmee und war in der Operation Bagration eingebunden. Im Folgemonat wechselte die Division zur 4. Armee in die Gegend um Wirballen.

## 561. Volksgrenadier-Division

### Aufstellung durch Umbenennung
Einige Monate später, am 9. Oktober 1944, wurde die Division erneut umbenannt in 561. Volks-Grenadier-Division (durch das Truppenkennzeichen auch Glocken-Division genannt), blieb aber bei der 4. Armee. 

### Zuführung weiterer Divisiontruppenteile
Es wurde ein Füsilier-Bataillon, eine Panzerjagd-Abteilung, ein Pionier-Bataillon und eine Nachrichten-Abteilung gebildet. 

### Gumbinnen
Im Oktober 1944 waren die beiden Grenadier-Regimentern in der Gumbinnen-Goldaper Operation beteiligt. Von November 1944 bis Januar 1945 war die Division in Tilsit wieder bei der 3. Panzerarmee und erlebten bei der Schlacht um Ostpreußen u. a. die Eroberung Tilsits. 

### Festung Königsberg
Ab Februar 1945 folgte der Einsatz in der Festung Königsberg, nun in der Heeresgruppe Nord. 

### Vernichtung
Im März/April 1945 wurde ein Teil der Einheit in der Schlacht um Königsberg von der Roten Armee eingeschlossen und vernichtet. 

### Verwendung der Reste der Division
Reste der Division kämpften im April um Pillau dem XXVI. Armeekorps zugewiesen.

## Kommandeure
- Oberst/Generalmajor Walter Gorn: von der Aufstellung bis Anfang März 1945
- Oberst Felix Becker m. d. F. b.: von Oktober 1944 bis Dezember 1944 und von Ende Februar bis zur Auflösung

## Gliederung
- Grenadier-Regiment Ostpreußen 1 mit drei Bataillone, später Grenadier-Regiment 1141 (ab September 1944 I./1141, für die Bildung vom Grenadier-Regiment 1143 herangezogen, durch verst. Grenadier-Bataillon 603 ersetzt)
- Grenadier-Regiment Ostpreußen 2 mit drei Bataillone, später Grenadier-Regiment 1142
- Grenadier-Regiment 1143 (ab September 1944 aus I./1141 und III./1142 gebildet)
- Artillerie-Regiment Ostpreußen 1 mit vier Batterien, später Artillerie-Regiment 1561
- Divisions-Einheiten 1561 (Füsilier-Kompanie 561)

561. Volks-Grenadier-Division:
- Grenadier-Regiment 1141 (im Januar 1945: III./1141 wird aufgelöst)
- Grenadier-Regiment 1142 (im Januar 1945: I./1142 wird durch Landeschützen-Bataillon 957 ersetzt)
- Grenadier-Regiment 1143 (im Januar 1945: II./1143 wird durch Landeschützen-Bataillon 523 ersetzt)
- Artillerie-Regiment 1561
- Divisions-Füsilier-Bataillon
- Panzerjäger-Abteilung
- Pionier-Bataillon
- Nachrichtenabteilung
- Divisions-Einheiten 1561